# Малый Лёвшинский переулок
Ма́лый Лёвшинский переу́лок — небольшая улица в центре Москвы в Хамовниках между Пречистенкой и Большим Лёвшинским переулком.

## Происхождение названия
Название обоих Лёвшинских переулков XIX века дано по фамилии полковника Афанасия Лёвшина, начальника стрелецкого полка: в XVII веке здесь была слобода стрелецкого полка.

## Описание
Малый Лёвшинский переулок отходит справа от Пречистенки напротив Мансуровского и Еропкинского переулков. Проходит на северо-запад до Большого Лёвшинского, за которым переходит в Денежный переулок.

## Здания и сооружения
По нечётной стороне:

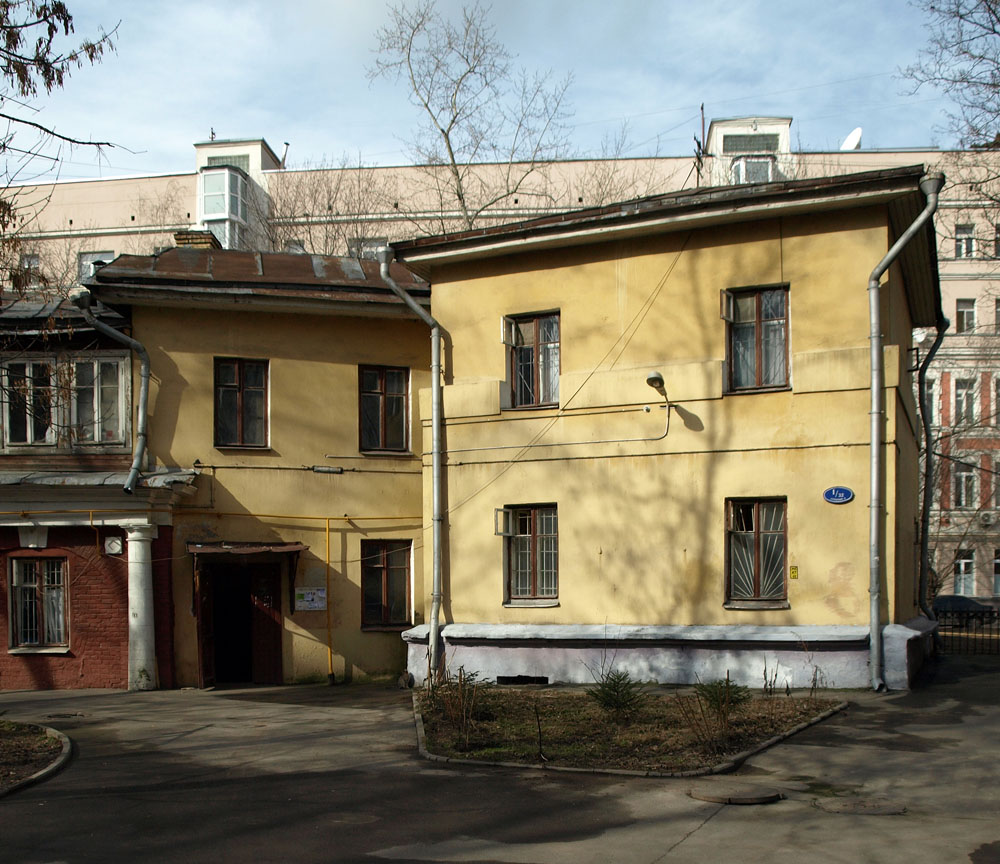
Дом 1/32, строение 1. Бывшие служебные постройки Дома Степанова.

- № 1/32, строение 3 — Городской центр профилактики безнадзорности, преступности, алкоголизма, наркомании и СПИДа среди несовершеннолетних дети улиц ГУ; журнал «Твое время»;
- № 3 — жилой дом. Здесь жил археолог В. А. Городцов[1];
- № 5 — доходный дом Л. И. Немчиновой (1902, архитектор П. А. Заруцкий)[2];
- № 5, корп. 2 — Жилой дом «Стольник» (2003, архитекторы А. Савин, М. Лабазов, А. Чельцов, М. Коган, А. Вейс, К. Поспелов)[3];
- № 3 — Образовательный информационно-консультационный центр «Знание-Пречистенка»;
- № 7 — Доходный дом П. А. Цыплаковой (1913, архитектор Г. А. Гельрих)[2], в настоящее время — Европейская академия «Гражданское общество»;
- № 7, строение 2 — Русский банк делового сотрудничества; Благотворительный фонд им. Артема Боровика;
- № 7, строение 3 — региональная общественная организация «Центр экономических и политических исследований».

По чётной стороне:
- № 4 — с 1840-х, до 1880-х г.г. дом принадлежал отцу князя-анархиста П. А. Кропоткина, затем, до 1918 — дворянской семье Беэров, в 1926-27г.г. в этом доме жил писатель М. А. Булгаков[4], написавший здесь пьесу «Бег»;
- № 14/9  771520290070005 — жилой дом (строение 1 построено по проекту архитектора М. Б. Шнейдера в 1935—1939 годах. Здесь в 1930—1950-х годах жили архитекторы и строители П. М. Бронников, Ю. Л. Поверенный, М. Б. Шнейдер и другие. Строение 2 сооружено в 1947 году, архитектор А. Я. Лангман. Здесь в 1940—1960-х годах жили архитекторы и строители Н. А. Дыгай, С. З. Гинзбург, А. Я. Лангман, К. М. Соколов и другие. В доме жил учёный-механик, специалист в области строительных конструкций и мостостроения Н. С. Стрелецкий (мемориальная доска, 1971, скульптор Т. Л. Ельницкая, архитектор В. И. Симошнин)[5]. Оба дома имеют особый охранный статус памятников истории и культуры. Ранее на данном участке стояла церковь Покрова, «что в Лёвшине», здание которой было выстроено в 1712 году (трапезная относилась к 1748 году).